# 各年のサウジアラビアの一覧

サウジアラビアの国旗

各年のサウジアラビアの一覧（かくねんのサウジアラビアのいちらん）は、サウジアラビアの各年ごとの記事の一覧。この一覧ではサウジアラビアの各年ごとの記事の他、各世紀と各年代、サウジアラビアの各分野における各年ごとの記事についても取り扱う。

## 一覧

### 20世紀
- 1930年代
  - 1932年のサウジアラビア（英語版） 1933年のサウジアラビア（アラビア語版） 1934年のサウジアラビア（英語版）
  - 1935年のサウジアラビア（アラビア語版） 1936年のサウジアラビア（アラビア語版） 1937年のサウジアラビア（アラビア語版） 1938年のサウジアラビア（アラビア語版） 1939年のサウジアラビア（アラビア語版）
- 1940年代
  - 1940年のサウジアラビア（アラビア語版） 1941年のサウジアラビア（アラビア語版） 1942年のサウジアラビア（アラビア語版） 1943年のサウジアラビア（アラビア語版） 1944年のサウジアラビア（アラビア語版）
  - 1945年のサウジアラビア（アラビア語版） 1946年のサウジアラビア（アラビア語版） 1947年のサウジアラビア（アラビア語版） 1948年のサウジアラビア（アラビア語版） 1949年のサウジアラビア（アラビア語版）
- 1950年代
  - 1950年のサウジアラビア（アラビア語版） 1951年のサウジアラビア（アラビア語版） 1952年のサウジアラビア（アラビア語版） 1953年のサウジアラビア（アラビア語版） 1954年のサウジアラビア（アラビア語版）
  - 1955年のサウジアラビア（アラビア語版） 1956年のサウジアラビア（アラビア語版） 1957年のサウジアラビア（アラビア語版） 1958年のサウジアラビア（アラビア語版） 1959年のサウジアラビア（アラビア語版）
- 1960年代
  - 1960年のサウジアラビア（アラビア語版） 1961年のサウジアラビア（アラビア語版） 1962年のサウジアラビア（アラビア語版） 1963年のサウジアラビア（アラビア語版） 1964年のサウジアラビア（アラビア語版）
  - 1965年のサウジアラビア（アラビア語版） 1966年のサウジアラビア（アラビア語版） 1967年のサウジアラビア（アラビア語版） 1968年のサウジアラビア（アラビア語版） 1969年のサウジアラビア（アラビア語版）
- 1970年代
  - 1970年のサウジアラビア（アラビア語版） 1971年のサウジアラビア（アラビア語版） 1972年のサウジアラビア（アラビア語版） 1973年のサウジアラビア（アラビア語版） 1974年のサウジアラビア（アラビア語版）
  - 1975年のサウジアラビア（アラビア語版） 1976年のサウジアラビア（アラビア語版） 1977年のサウジアラビア（アラビア語版） 1978年のサウジアラビア（アラビア語版） 1979年のサウジアラビア（アラビア語版）
- 1980年代
  - 1980年のサウジアラビア（アラビア語版） 1981年のサウジアラビア（アラビア語版） 1982年のサウジアラビア（アラビア語版） 1983年のサウジアラビア（アラビア語版） 1984年のサウジアラビア（アラビア語版）
  - 1985年のサウジアラビア（アラビア語版） 1986年のサウジアラビア（アラビア語版） 1987年のサウジアラビア（アラビア語版） 1988年のサウジアラビア（アラビア語版） 1989年のサウジアラビア（アラビア語版）
- 1990年代
  - 1990年のサウジアラビア（アラビア語版） 1991年のサウジアラビア（アラビア語版） 1992年のサウジアラビア（アラビア語版） 1993年のサウジアラビア（アラビア語版） 1994年のサウジアラビア（アラビア語版）
  - 1995年のサウジアラビア（アラビア語版） 1996年のサウジアラビア（アラビア語版） 1997年のサウジアラビア（アラビア語版） 1998年のサウジアラビア（アラビア語版） 1999年のサウジアラビア（アラビア語版）
- 2000年代
  - 2000年のサウジアラビア（アラビア語版）

### 21世紀
- 2000年代
  - 2001年のサウジアラビア（アラビア語版） 2002年のサウジアラビア（英語版） 2003年のサウジアラビア（アラビア語版） 2004年のサウジアラビア（アラビア語版）
  - 2005年のサウジアラビア（英語版） 2006年のサウジアラビア（英語版） 2007年のサウジアラビア（アラビア語版） 2008年のサウジアラビア（アラビア語版） 2009年のサウジアラビア（英語版）
- 2010年代
  - 2010年のサウジアラビア（英語版） 2011年のサウジアラビア（英語版） 2012年のサウジアラビア（英語版） 2013年のサウジアラビア（英語版） 2014年のサウジアラビア（英語版）
  - 2015年のサウジアラビア（英語版） 2016年のサウジアラビア（英語版） 2017年のサウジアラビア（英語版） 2018年のサウジアラビア（英語版） 2019年のサウジアラビア（英語版）
- 2020年代
  - 2020年のサウジアラビア（英語版） 2021年のサウジアラビア（英語版） 2022年のサウジアラビア（英語版） 2023年のサウジアラビア（英語版） 2024年のサウジアラビア（英語版）
  - 2025年のサウジアラビア（英語版） 2026年のサウジアラビア（英語版） 2027年のサウジアラビア（英語版） 2028年のサウジアラビア（英語版） 2029年のサウジアラビア（英語版）